# 12 Lotnicza Eskadra Kierowania Ogniem Artylerii
12 Samodzielna Lotnicza Eskadra Kierowania Ogniem Artylerii (12 lekoa) – pododdział lotnictwa artylerii Wojsk Lotniczych.

## Formowanie i zmiany organizacyjne
Z dniem 1 grudnia 1952 na lotnisku Wrocław-Strachowice została sformowana 12 Samodzielna Lotnicza Eskadra Kierowania Ogniem Artylerii. Jednostka została zorganizowana według etatu Nr 6/134 o stanie 113 żołnierzy i 1 pracownika kontraktowego.
W 1954 eskadra została przebazowana na lotnisko w Oleśnicy, a w następnym roku włączona w skład 3 Korpusu Lotnictwa Mieszanego i przebazowana na lotnisko w Mierzęcicach.
W 1957 eskadra została rozformowana.

## Dowódcy eskadry
- kpt. pil. Zygmunt Paduch (1952 - 1954)
- kpt. pil. Roman Karasimowicz (1954 -1957)